# Davis (Kalifornien)
Davis ist eine Stadt im Yolo County im US-Bundesstaat Kalifornien mit 64.938 Einwohnern (Stand: 2007). Das Stadtgebiet hat eine Größe von 27,1 km2.

## Geschichte
Davis entstand um ein 1868 von der Southern Pacific Railroad eingerichtetes Eisenbahndepot herum in einer stark landwirtschaftlich geprägten Umgebung.

## University of California, Davis
Davis ist vor allem als Studentenstadt bekannt, da sich hier die University of California, Davis (UC Davis) befindet. Der Kern der Universität wurde 1905 als University Farm gegründet und nahm 1909 den Lehrbetrieb auf. 1959 wurde die Anstalt in das System der University of California als siebte Bildungsstätte eingegliedert. Das College of Agriculture and Environmental Studies ist bekannt durch seine Vorreiterrolle in der biologischen Landwirtschaft. Das Department of Viticulture and Enology der University of California liegt in Davis und widmet sich dem Weinbau. Viele neue Trauben- und Weinsorten wurden hier entwickelt und verbessert.
Über seine Tätigkeit als Rebzüchter hat insbesondere Harold Olmo den kalifornischen Weinbau maßgeblich beeinflusst. Durch Klonselektion und Anlegen einer Quarantänestation in Davis konnte er den Gesundheitszustand sowie die Güte der wichtigen Rebsorten Cabernet Sauvignon, Pinot Noir, Chardonnay und Riesling erheblich steigern und an die örtlichen Gegebenheiten anpassen. Der Aufstieg des US-amerikanischen Weinbaus auf dem internationalen Markt beruht in der Hauptsache auf dem Umstieg der Winzer auf diese internationalen Rebsorten.
Siehe auch den Artikel Weinbau in den Vereinigten Staaten.

## Besonderheiten
Stadtsymbol ist das Hochrad, weil Davis als Fahrradstadt gilt. In der Tat bietet die Stadt ein nicht nur für US-amerikanische Verhältnisse gut ausgebautes Radwegenetz. Sie wurde von der League of American Bicyclists als Bicycle Friendly Community ausgezeichnet und erhielt als erste von drei Kommunen in den USA (neben Boulder und Portland) die höchste Auszeichnungstufe in Platin.
Die Stadt ist stark ökologisch orientiert, bietet einen regelmäßig stattfindenden Biomarkt (Farmers Market), seit langem einen Supermarkt mit ökologisch produzierten Lebensmitteln (Food-Coop) und eines der ältesten Öko-Festivals Kaliforniens (Whole Earth Day).
Die Doppelskulptur The Joggers (1986) des Künstlers Anthony Natsoulas steht vor dem historischen Rathaus von Davis, in dem früher die Feuerwehr und später das Davis Police Department untergebracht waren. Eine weitere Skulptur steht in der Bibliothek der Universität von Davis.

## Verkehr

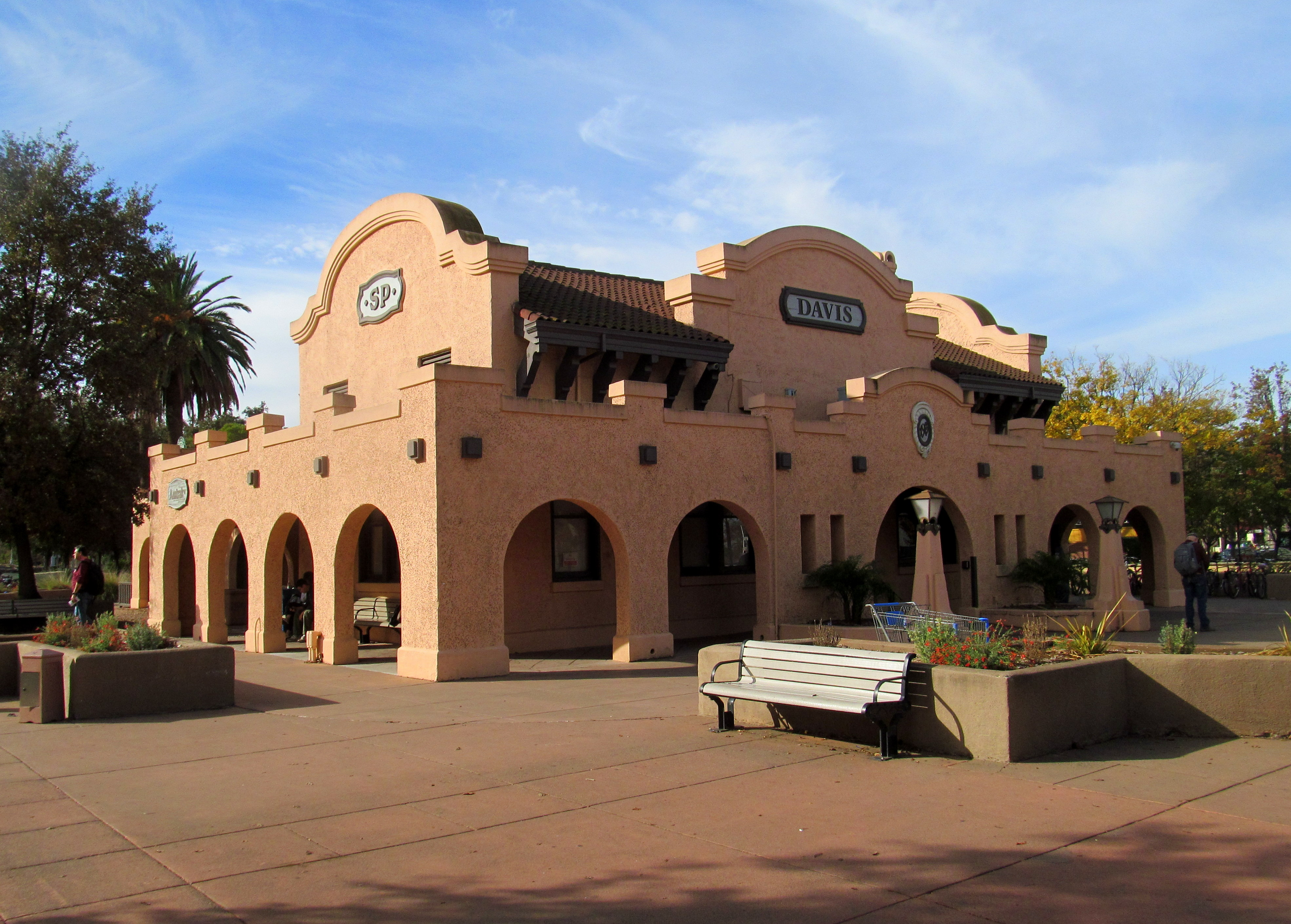
Der Bahnhof von Davis

Der Bahnhof von Davis befindet sich etwa in Ortsmitte. Amtrak California betreibt den in Davis haltenden Nahverkehrszug Capitol Corridor (San Francisco Bay Area-Auburn), mit etwa stündlichen Zügen nach Sacramento (15 Min. Fahrzeit) und Oakland (99 Min. Fahrzeit). Die großen Fernverkehrszüge von Amtrak, Coast Starlight (Seattle-Los Angeles) und California Zephyr (San Francisco Bay-Chicago), halten hier ebenfalls. Angeschlossen wird der Bahnhof durch das städtische Busunternehmen.

## Söhne und Töchter der Stadt
- Chi Cheng (1970–2013), Musiker
- Andy Weir (* 1972), Schriftsteller und Softwareentwickler
- Hasan Minhaj (* 1985), Comedian und Moderator
- Jon Hatamiya (* ≈1992), Jazzmusiker
- Sondre Guttormsen (* 1999), norwegischer Leichtathlet